# صنعت فرهنگ
صنعت فرهنگ (به انگلیسی: Culture industry) (به آلمانی: Kulturindustrie) اصطلاحی است که توسط نظریه‌پردازان انتقادی: تئودور آدورنو (۱۹۰۳–۱۹۶۹) و ماکس هورکهایمر (۱۸۹۵-۱۹۷۳) ابداع شد و به عنوان واژگان انتقادی در فصل «صنعت فرهنگ: روشنگری به مثابه فریب توده‌ای» از کتاب «دیالکتیک روشنگری» (۱۹۴۷) ارائه شد. در جایی که آنها پیشنهاد کردند فولکلور مشابه کارخانه‌ای است که کالاهای فرهنگی استاندارد شده تولید می‌کند - فیلم، برنامه‌های رادیویی، مجلات و غیره - که برای دستکاری جامعه توده‌ای به انفعال استفاده می‌شود. استفاده از لذت‌های آسان فرهنگ عامه، که توسط رسانه‌های ارتباط جمعی در دسترس قرار گرفته‌است، افراد را صرف‌نظر از شرایط اقتصادی سختشان مطیع و راضی می‌کند. خطر ذاتی صنعت فرهنگ، پرورش نیازهای روانی کاذب است که تنها با محصولات سرمایه‌داری برآورده و ارضا می‌شود؛ بنابراین آدورنو و هورکهایمر به ویژه فرهنگ تولید انبوه را برای هنرهای زیبا خطرناک می‌دانند که از نظر فنی و فکری دشوارتر هستند. در مقابل، نیازهای روان‌شناختی واقعی عبارتند از آزادی، خلاقیت و خوشحالی واقعی که به مرزبندی اولیه نیازهای انسان اشاره دارد که توسط هربرت مارکوزه ایجاد شده‌است.

## مکتب فرانکفورت
اعضای مکتب فرانکفورت بسیار تحت تأثیر ماتریالیسم دیالکتیکی و ماتریالیسم تاریخی کارل مارکس و همچنین بازبینی ایدئالیسم دیالکتیکی از هگل قرار گرفتند. هر دو رویداد نه به صورت مجزا، بلکه به عنوان بخشی از فرآیند تغییر مورد مطالعه قرار می‌گیرند. به عنوان گروهی که بعداها یورگن هابرماس به آن ملحق شد، آنها مسئول تدوین نظریه انتقادی بودند. در آثاری مانند «دیالکتیک روشنگری» و «دیالکتیک منفی»، آدورنو و هورکهایمر این نظریه را مطرح کردند که پدیده فرهنگ توده‌ای مفهومی سیاسی دارد یعنی همه بسیاری از اشکال فرهنگ عامه بخش‌هایی از یک صنعت فرهنگی واحد هستند که هدف آن تضمین اطاعت مستمر توده‌ها از منافع بازار است.

## نظریه
این مقاله به تولید محتوای فرهنگی در جوامع سرمایه‌داری می‌پردازد. این ماهیت اخاذی اقتصادهای فرهنگی و همچنین محصولات ظاهراً پست نظام را نقد می‌کند. هورکهایمر و آدورنو استدلال می‌کنند سرگرمی‌های تولید انبوه، به دلیل ماهیت خود، به دنبال جذب مخاطبان گسترده و بنابراین هم تحریک فکری هنر عالی و هم انتشار اساسی هنر کم است. این مقاله نشان نمی‌دهد همه محصولات این نظام ذاتاً پایین‌تر هستند، صرفاً به این معناست که آنها بدون ایفای مناسب نقش‌های مهمی که منابع فرهنگی اکنون از بین رفته‌اند، جایگزین سایر اشکال سرگرمی شده‌اند.
هورکهایمر و آدورنو مقایسه‌های مداومی بین آلمان نازی و صنعت فیلم آمریکا انجام می‌دهند. آنها حضور فرهنگ تولید انبوه را برجسته می‌کنند که توسط نهادهای انحصاری ایجاد و منتشر شده و توسط مخاطبان منفعل و همگن در هر دو سیستم مصرف می‌شود. این منطق سلطه در جامعه مدرن پس از روشنگری، توسط سرمایه‌داری انحصاری یا دولت ملت را نشان می‌دهد. هورکهایمر و آدورنو توجه خود را به مسایل مرتبط با نظامی جلب می‌کنند که «مصرف‌کنندگان خود را از بالا یکپارچه می‌کند» با این استدلال که در تلاش برای تحقق ارزش‌های روشنگرانه عقل و نظم، قدرت کل نگر فرد تضعیف می‌شود.

## تأثیرات
آثار آدورنو و هورکهایمر هم تحت تأثیر محیط سیاسی - اجتماعی گسترده‌تر که در آن نوشته شده بود و هم از دیگر نظریه‌پردازان اصلی بود.
«صنعت فرهنگ» که در اوایل دهه ۱۹۴۰ در کالیفرنیا در دورانی نوشته شد که آنها را به عنوان دو مهاجر آلمانی و یهودی نژاد توصیف می‌کرد، تحت تأثیر سیاست اروپا و جنگی است که قاره توسط آن تسخیر شده بود.
به‌طور همزمان، صنعت فیلم آمریکا با سطح بی‌سابقه ای از انحصار استودیو مشخص شد. این «هالیوود در کلاسیک‌ترین و فرهنگ توده آمریکایی در فوردیست‌ترین آن» بود. هورکهایمر و آدورنو به شدت تحت تأثیر توسعه دهندگان اصلی نظریه‌های اجتماعی، سیاسی و اقتصادی قرار گرفتند. مهمترین موارد:
- نظریات کارل مارکس از خودبیگانگی و بت‌انگاری کالا،
- ماکس وبر دلیل ابزاری و
- گئورگ لوکاچ مفهوم واقعی شدن آگاهی.

## تعریف صنایع فرهنگی
صنایع فرهنگی به گونه ای از صنعت اطلاق می‌شود که به خلق ایده، تولید، توزیع محصولات و خدماتی می‌پردازد که ماهیت فرهنگی دارند و مخاطب آنها جنبه‌ها و ابعاد فرهنگی فرد و جامعه است و از آنجایی که تولید محصولات و خدمات فرهنگی بر خلاقیت، مهارت، دانش و استعداد تولیدکنندگان آن استوار است صنایع فرهنگی را صنایع خلاق نیز می‌گویند.

## انواع صنایع فرهنگی
- صنایع فرهنگی هنری: شامل سینما، تئاتر، هنرهای تجسمی، موسیقی، نمایشگاه‌های هنری صنایع دستی، دکوراسیون و طراحی
- صنایع فرهنگی چندرسانه‌ای: ماهواره، رادیو و تلویزیون، وب سایتهای اینترنتی و تبلیغات
- صنایع فرهنگی مکتوب: کتاب، نشریات، تولیدات عملی و روزنامه‌ها
- صنایع فرهنگی سرگرمی: موزه داری، جشنواره‌ها، تفریحات، گردشگری، اسباب بازی و بازیهای رایانه‌ای